# Виконання бажань
«Виконання бажань» (рос. «Исполнение желаний») — радянський фільм, соціальна драма режисера Світлани Дружиніної. За однойменним романом Веніаміна Каверіна. Знятий на кіностудії Мосфільм у 1973 році. Прем'єра картини відбулася у 1974 році.

## Сюжет
Ленінград, середина 1920-х років. Молодого вченого-філолога Миколу Трубачевського направляють для роботи в особистий архів професора Сергія Івановича Бауера. Там він знайомиться з його дочкою — Машею. Микола романтично захоплюється щирою і безпосередньою дівчиною. Протилежністю сестрі є син професора Дмитро: він таємно продає антикварам безцінні автографи із зібрання батька. Трубачевский знаходить оригінальне рішення літературознавчої загадки і, не порадившись з Сергієм Івановичем, публікує його. Професор вичитує Миколу. Використовуючи образу молодої людини, Дмитро намагається зробити його своїм співучасником. Він же знайомить Трубачевского з Варварою Миколаївною, яка спокушає Миколу. Намагаючись приховати свій злочин, Дмитро перед обличчям батька звинувачує юнака у розпродажі архіву, а Маші повідомляє про його зв'язки з Варварою. Незабаром Сергій Іванович вмирає. Дмитро вже відкрито намагається продати колекцію покійного професора і не приховує бажання виїхати за кордон. Маша повідомляє про це Миколу. Той з друзями-комсомольцями рятує архів.

## У ролях
- Євген Лебедєв — Сергій Іванович Бауер, професор, філолог
- Інокентій Смоктуновський — Дмитро Бауер, син Сергія Івановича
- Микола Єременко (молодший) — Микола Трубачевський, молодий учений-філолог
- Наталія Бондарчук — Маша Бауер, дочка Сергія Івановича
- Лариса Лужина — Варвара Миколаївна, приятелька, пізніше дружина Дмитра
- Євген Жариков — Іван, старий друг Миколи
- Галікс Колчицький — Лаврівський
- Олена Максимова — Анна Пилипівна
- Юрій Назаров — Осипов
- Володимир Носик — Хомутов
- Борис Руднєв — студент
- Чеслав Сушкевич — знавець антикваріату
- Євген Тетерін — антиквар

## Знімальна група
- Режисер — Світлана Дружиніна
- Сценарист — Веніамін Каверін
- Оператори — Анатолій Мукасей, Борис Сутоцький
- Композитор — Мурад Кажлаєв
- Художник — Олександр Борисов